# Doğankent
Doğankent est une ville et un district de la province de Giresun dans la région de la mer Noire en Turquie.